# Johan Gadolin
Johan Gadolin (Turku (então Åbo), 5 de junho de 1760 — 15 de agosto de 1852) foi um químico, físico e mineralogista finlandês.
Descobriu o elemento químico ítrio. Foi o precursor da atual pesquisa finlandesa na área de química.

## Biografia
Johan Gadolin nasceu em  Turku (Åbo) na Finlândia, filho de Jakob Gadolin . Começou a estudar matemática na  Academia Real de Turku com a idade de 15 anos. Concluindo que o estudo da matemática era demasiadamente trabalhoso, dirigiu seus estudos para a área da química. Em 1779 continuou seus estudos de química ingressando na Universidade de Uppsala sendo aluno de Torbern Bergman.
Gadolin tornou-se famoso quando descobriu o primeiro elemento terra rara. Em 1792 Gadolin recebeu uma amostra de um mineral negro e pesado encontrado numa aldeia sueca Ytterby, perto de Estocolmo. A partir de experiências cuidadosas isolou um óxido que posteriormente foi denominado de ítria. A ítria ou óxido de ítrio foi o primeiro composto de terras raras conhecido. Na época foi considerado um elemento químico.
O mineral que Gadolin examinou foi denominado de gadolinita em 1800. O óxido do elemento gadolínio – gadolinia –  foi nomeado posteriormente por seus descobridores. O nome do elemento gadolínio foi dado em sua homenagem.
Gadolin tornou-se professor de química da Academia de Åbo em 1797. Foi um dos primeiros químicos que deram exercícios de laboratório aos estudantes. Além disso, permitia os estudantes usarem o seu laboratório para experiências privadas.
Gadolin escreveu, em 1798, o primeiro livro texto anti-flogisto não sueco, com o título "Introdução à Química". Apesar da química inorgânica e da química analítica serem os assuntos da maioria de suas publicações, contribuiu também significativamente para a termoquímica.